# ピアンサーノ
ピアンサーノ（伊: Piansano）は、イタリア共和国ラツィオ州ヴィテルボ県にある、人口約2,000人の基礎自治体（コムーネ）。

## 地理

### 位置・広がり
ヴィテルボ県のコムーネ。県都ヴィテルボから西北西へ25kmの距離にある。

#### 隣接コムーネ
隣接するコムーネは以下の通り。
- アルレーナ・ディ・カストロ
- カポディモンテ
- チェッレレ
- トゥスカーニア
- ヴァレンターノ

### 気候分類・地震分類
ピアンサーノにおけるイタリアの気候分類 (it) および度日は、zona E, 2146 GGである。
また、イタリアの地震リスク階級 (it) では、zona 2B (sismicità media) に分類される。